# Lodi (Wisconsin)
Lodi ist eine Kleinstadt (mit dem Status „City“) im Columbia County im US-amerikanischen Bundesstaat Wisconsin. Das U.S. Census Bureau hat bei der Volkszählung 2020 eine Einwohnerzahl von 3189 ermittelt.
Lodi ist Bestandteil der Metropolregion Madison.

## Geographie
Lodi liegt im südlichen Zentrum Wisconsins, rund 3 km südöstlich des Lake Wisconsin, einem Stausee des Wisconsin River. Dieser mündet bei Prairie du Chien in den die Grenze zu Minnesota bildenden Mississippi River (160 km westlich). Die geografischen Koordinaten von Lodi sind 43°18′51″ nördlicher Breite und 89°31′52″ westlicher Länge. Das Stadtgebiet erstreckt sich über eine Fläche von 4,58 km². Die Stadt ist vollständig von der Town of Lodi umgeben, ohne dieser anzugehören.
Benachbarte Orte von Lodi sind Dekorra (20 km nordnordöstlich), Poynette (15,9 km nordöstlich), Arlington (12,9 km östlich), DeForest (22,5 km südöstlich), Dane (8,5 km südlich), Prairie du Sac (18,7 km westlich), Sauk City (20,6 km in der gleichen Richtung) und Lake Wisconsin (10 km nordwestlich).
Die nächstgelegenen größeren Städte sind Green Bay am Michigansee (216 km nordöstlich), Wisconsins größte Stadt Milwaukee (152 km ostsüdöstlich), Chicago in Illinois (268 km südsüdöstlich), Rockford in Illinois (147 km südlich), Wisconsins Hauptstadt Madison (37,7 km in der gleichen Richtung), La Crosse (201 km westnordwestlich) und Eau Claire (258 km nordwestlich).

## Verkehr
Der Wisconsin State Highway 60 verläuft in West-Ost-Richtung durch das Zentrum von Lodi. Der Wisconsin State Highway 113 führt vom Nordwesten in den Süden der Stadt. Beide kreuzen im Zentrum von Lodi. Alle weiteren Straßen sind untergeordnete Landstraßen, teils unbefestigte Fahrwege oder innerstädtische Verbindungsstraßen.
Parallel zum WI 113 verläuft für den Frachtverkehr eine Eisenbahnstrecke der zu den Watco Companies gehörenden Wisconsin and Southern Railroad.
Der nächste Flughafen ist der Dane County Regional Airport in Wisconsins Hauptstadt Madison (37,7 km südsüdöstlich).

## Bevölkerung
Nach der Volkszählung im Jahr 2010 lebten in Lodi 3050 Menschen in 1224 Haushalten. Die Bevölkerungsdichte betrug 665,9 Einwohner pro Quadratkilometer. In den 1224 Haushalten lebten statistisch je 2,44 Personen.
Ethnisch betrachtet setzte sich die Bevölkerung zusammen aus 96,3 Prozent Weißen, 0,3 Prozent Afroamerikanern, 0,5 Prozent amerikanischen Ureinwohnern, 1,0 Prozent Asiaten, 0,1 Prozent Polynesiern sowie 0,8 Prozent aus anderen ethnischen Gruppen; 1,0 Prozent stammten von zwei oder mehr Ethnien ab. Unabhängig von der ethnischen Zugehörigkeit waren 2,0 Prozent der Bevölkerung spanischer oder lateinamerikanischer Abstammung.
26,4 Prozent der Bevölkerung waren unter 18 Jahre alt, 58,1 Prozent waren zwischen 18 und 64 und 15,5 Prozent waren 65 Jahre oder älter. 51,1 Prozent der Bevölkerung war weiblich.
Das mittlere jährliche Einkommen eines Haushalts lag bei 56.250 USD. Das Pro-Kopf-Einkommen betrug 26.106 USD. 6,5 Prozent der Einwohner lebten unterhalb der Armutsgrenze.

## Bekannte Bewohner
- Tom Wopat (* 1951) – Schauspieler – geboren und aufgewachsen in Lodi[4]
- Scott McCallum (* 1950) – 43. Gouverneur von Wisconsin (2001–2003) – lebt seit Jahren in Lodi[5]